# Asafa Powell
Asafa Powell (ur. 23 listopada 1982 w Spanish Town w stanie Saint Catherine) – jamajski lekkoatleta, były rekordzista świata w biegu na 100 m (9,74 s), złoty medalista z Rio de Janeiro w sztafecie.

## Kariera
Pochodzi z rodziny o sportowych tradycjach: jeden z jego starszych braci Donovan (ur. 1971) uprawiał z powodzeniem lekkoatletykę, był finalistą halowych mistrzostw świata w Maebashi (1999) w biegu na 60 m oraz akademickim mistrzem USA na 100 m, a jednym z jego kuzynów jest Derrick Atkins. Asafa Powell rozpoczynał karierę sportową jako piłkarz, biegami sprinterskimi zainteresował się pod wpływem brata oraz sukcesów Maurice'a Greene'a. W 2001 rozpoczął treningi lekkoatletyczne. W 2004 osiągnął rekord życiowy na 100 m poniżej 10 sekund – 9,87. 14 czerwca 2005 na zawodach w Atenach ustanowił rekord świata na tym dystansie na 9,77, poprawiając o setną sekundy dotychczasowe osiągnięcie Tima Montgomery'ego. Rekord ten wyrównał w 2006 roku na mityngu w Gateshead.
Powell jest studentem medycyny sportowej w Kingston. Startował na mistrzostwach świata w 2003 (odpadł po falstarcie w ćwierćfinale). Na igrzyskach olimpijskich w Atenach 2004 był wymieniany w gronie faworytów do medalu, ale ostatecznie zajął 5. miejsce. Ta sama sytuacja miała miejsce 4 lata później, w Pekinie. Mierzy 190 cm wzrostu i waży 88 kg. Do sierpnia 2012 przebiegł w sumie 80 oficjalnych biegów na 100 m poniżej 10 s.
Kontrola antydopingowa przeprowadzona w czerwcu 2013 wykazała u Powella obecność niedozwolonych środków, przez co nie mógł wziąć udziału w mistrzostwach świata w Moskwie (2013). W kwietniu 2014 zawodnik został zdyskwalifikowany na 18 miesięcy. 

## Największe sukcesy
- Brąz i srebro Mistrzostw Świata w 2007 roku na 100m i w sztafecie 4x100m
- 5 zwycięstw podczas Światowego Finału IAAF (bieg na 100 m – 2004, 2006, 2007, 2008; bieg na 200 m – 2004)
- zwycięstwo we wszystkich biegach na 100 metrów Złotej Ligi w 2006 za co dostał 250000$
- 5. miejsce na Igrzyskach Olimpijskich w Atenach w 2004 roku
- piąte miejsce na Igrzyskach Olimpijskich w Pekinie w 2008 roku
- ósme miejsce na Igrzyskach Olimpijskich w Londynie w 2012 roku
- Złoty medal podczas Igrzysk Wspólnoty narodów w Melbourne w 2006 roku w biegu na 100m.
- Złoty medal podczas Igrzysk Wspólnoty narodów w Melbourne w 2006 roku w Biegu sztafetowym 4x100m
- Srebrny medal podczas Igrzysk Wspólnoty narodów w Manchesterze w 2002 roku w sztafecie 4x100m
- największa liczba oficjalnych biegów poniżej 10 s w sprincie na 100 m w ciągu sezonu (15-krotnie) (sezon 2008)
- Brązowy medal Mistrzostw Świata w 2009 roku w Berlinie w biegu na 100m
- Złoty medal Mistrzostw Świata w 2009 roku w Berlinie w sztafecie 4 x 100 metrów
- zwycięzca łącznej punktacji Diamentowej Ligi 2011 w biegu na 100 metrów[4].
- Złoty medal Mistrzostw Świata w 2015 roku w Pekinie w sztafecie 4 x 100 metrów
- Srebrny medal Halowych Mistrzostw Świata 2016 w Portland w biegu na 60 metrów
- Największa liczba oficjalnych biegów w czasie poniżej 10 sekund na przestrzeni całej kariery - 80 razy do sierpnia 2012

## Mistrzostwa Świata
| Mistrzostwa Świata | Miasto | Data             | Konkurencja | Wynik   | Miejsce |
| ------------------ | ------ | ---------------- | ----------- | ------- | ------- |
| Osaka 2007         | Osaka  | 26 sierpnia 2007 | 100m        | 9.96 s  |         |
| Osaka 2007         | Osaka  | 1 września 2007  | 4x100m      | 37,89 s |         |
| Berlin 2009        | Berlin | 16 sierpnia 2009 | 100m        | 9.84 s  |         |
| Berlin 2009        | Berlin | 22 sierpnia 2009 | 4x100m      | 37,31 s |         |
| Pekin 2015         | Pekin  | 29 sierpnia 2015 | 4x100m      | 37,36 s |         |

Na Mistrzostwach Świata w Osace w 2007 roku zdobył brązowy medal na dystansie 100 metrów, uzyskując czas 9.96 s. Powell był faworytem biegu, lecz przez usztywnienie się w momencie, gdy zaczęli doganiać go rywale, uzyskał dopiero trzeci czas. Usprawiedliwiają to jednak dwie nie do końca wyleczone kontuzje. W sztafecie 4 × 100 m zajął drugie miejsce. Na ostatniej zmianie zdołał wyprowadzić jamajską sztafetę (Marvin Anderson, Usain Bolt, Nesta Carter i Asafa Powell) z 5. na 2. miejsce, wyprzedzając sztafetę brytyjską o 0,01 s.
Podczas MŚ w Berlinie Powell był w cieniu Gaya i Bolta. Media faworyzowały tych dwóch zawodników, a Powell zmagający się w bieżącym sezonie z kontuzją kostki nie był wymieniany nawet jako kandydat do brązowego medalu. W finale osiągnął jednak czas 9,84 s, który był jego najlepszym rezultatem w sezonie 2009. Zbliżył się na 0,12 s do swojego najlepszego wyniku z Lozanny. W wywiadzie dla stacji Eurosport Powell stwierdził, że nie da rady poprawić już rekordu świata Usaina Bolta wynoszącego po berlińskim finale 9,58 s, ale chce walczyć o poprawienie swojego najlepszego rezultatu 9,72 s i złamać barierę 9,7 s. W przeddzień zakończenia Mistrzostw Świata, Powell wraz z kolegami ze sztafety jamajskiej zdobył złoty medal. Jamajczycy pobiegli w składzie:Steve Mullings, Michael Frater, Usain Bolt, Asafa Powell, a uzyskany przez nich czas 37,31 był Rekordem Mistrzostw Świata.

## Medale Igrzysk Olimpijskich
| Rok  | Zawody                      | Miasto         | Miejsce | Konkurencja        | Czas  |
| ---- | --------------------------- | -------------- | ------- | ------------------ | ----- |
| 2016 | Letnie Igrzyska Olimpijskie | Rio de Janeiro |         | sztafeta 4 x 100 m | 37,27 |

## Medale Halowych Mistrzostw Świata
| Rok  | Zawody                    | Miasto   | Miejsce | Konkurencja  | Czas |
| ---- | ------------------------- | -------- | ------- | ------------ | ---- |
| 2016 | Halowe mistrzostwa świata | Portland |         | Bieg na 60 m | 6,50 |

## Medale Igrzysk Wspólnoty narodów
| Rok  | Zawody                     | Miasto     | Miejsce | Konkurencja        | Czas  |
| ---- | -------------------------- | ---------- | ------- | ------------------ | ----- |
| 2006 | Igrzyska Wspólnoty Narodów | Melbourne  |         | bieg na 100 m      | 10,03 |
| 2006 | Igrzyska Wspólnoty Narodów | Melbourne  |         | sztafeta 4 x 100 m | 38,36 |
| 2002 | Igrzyska Wspólnoty Narodów | Manchester |         | sztafeta 4 x 100 m | 38,62 |

## Rekordy życiowe
| Konkurencja              | Czas    | Wiatr   | Miejsce   | Data             |
| ------------------------ | ------- | ------- | --------- | ---------------- |
| Bieg na 50 metrów (hala) | 5,64    | +0,0m/s | Nowy Jork | 28 stycznia 2012 |
| Bieg na 60 metrów (hala) | 6,44 NR |         | Portland  | 18 marca 2016    |
| Bieg na 60 metrów (hala) | 6,44 NR |         | Portland  | 18 marca 2016    |
| Bieg na 100 jardów       | 9,07    | -0,2m/s | Ostrawa   | 27 maja 2010     |
| Bieg na 100 metrów       | 9,72 MR | +0,2m/s | Lozanna   | 2 września 2008  |
| Bieg na 200 metrów       | 19,90   | +1,3m/s | Kingston  | 25 czerwca 2006  |
| Bieg na 400 metrów       | 45,94   | –       | Sydney    | 28 lutego 2009   |

## Najlepsze rezultaty według sezonów

### 100m
| Rok  | Wynik | Miejsce   | Data       |
| ---- | ----- | --------- | ---------- |
| 2015 | 9,81  | Paryż     | 04/07/2015 |
| 2014 | 9,87  | Austin    | 23/08/2014 |
| 2013 | 10,02 | Kingston  | 20/06/2013 |
| 2012 | 9,85  | Oslo      | 07/06/2012 |
| 2011 | 9,78  | Lozanna   | 30/06/2011 |
| 2010 | 9,82  | Rzym      | 10/06/2010 |
| 2009 | 9,82  | Szczecin  | 15/09/2009 |
| 2008 | 9,72  | Lozanna   | 02/09/2008 |
| 2007 | 9,74  | Rieti     | 09/09/2007 |
| 2006 | 9,77  | Gateshead | 11/06/2006 |
| 2006 | 9,77  | Zurych    | 08/08/2006 |
| 2005 | 9,77  | Ateny     | 14/06/2005 |
| 2004 | 9,87  | Bruksela  | 03/09/2004 |
| 2003 | 10,02 | Bruksela  | 05/09/2003 |
| 2002 | 10,12 | Rovereto  | 28/08/2002 |

## Błąd z Osaki również w Pekinie
Po nieudanych Mistrzostwach Świata w Osace zawodnik nie ukrywał chęci zdobycia złotego medalu w Pekinie. Po roku przygotowań do Asafa Powella i Tysona Gaya dołączył jeszcze jeden sprinter – Jamajczyk Usain Bolt. Zaczęło mówić się o rywalizacji tej trójki. Bolt i Powell doszli do finału, a niespodziewanie w półfinale odpadł (po fatalnym występie) Tyson Gay.
Na linii startu Bolt był wyraźnie rozluźniony, a po Powellu widać było lekkie zdenerwowanie. Po strzale startera Powell wykorzystał swój atut – szybki start i na chwilę objął prowadzenie w biegu, jednak na 4. torze rozpędzał się Usain Bolt. Na 50–40 m przed metą Powell zaczął być doganiany przez rywali i ostatecznie dał wyprzedzić się czterem zawodnikom. Powtórzyła się sytuacja z Osaki, a Powell zajął 5. miejsce na dystansie 100 m na Igrzyskach Olimpijskich.
Można więc twierdzić, że Asafa nie wytrzymuje psychicznie walki z rywalami na większych imprezach sportowych.

## Najszybszy start oraz bieg ze startu lotnego
Asafa Powell ma w swojej karierze sportowej jeszcze 2 nieoficjalne rekordy świata. Pierwszy to najszybsze 10 m w historii sprintu na 100 m – odcinek między 30 a 40 metrem najpopularniejszego biegu sprinterskiego. Podczas występu w Lozannie 2 września 2008 Powell przebiegł ten odcinek w czasie 0,82 s (jak wykazała elektroniczna analiza). Po przeanalizowaniu biegów mistrza olimpijskiego z Sydney Maurice'a Greene'a okazało się, że jemu też raz udało się osiągnąć taki wynik w tym samym przedziale metrowym (30–40 m).
Można więc wyciągnąć wniosek, że Powell to sprinter dysponujący najlepszym przyspieszeniem. Według ekspertów brakuje mu jednak wytrzymałości szybkościowej która jest niezbędna w biegach na 100 m, a przede wszystkim na 200 m.

## Asafa Powell w Polsce
Asafa Powell to najbardziej znany współczesny sprinter, który zawitał do Polski. Jamajczyk stale odwiedzał Polskę w latach 2006, 2007, 2008, z zamiarem przebiegnięcia dystansu 100 m poniżej 10 sekund. Kiedy organizatorom mitingu Pedro's Cup udało się zaprosić Powella do Warszawy w 2006 roku, pogoda spowodowała, że uzyskał tylko 10,12 s. Powell obiecał wtedy, że w 2007 roku spróbuje ponownie.
Pogoda jednak znowu nie dopisała, a Jamajczyk uzyskał 10,02 s. Na konferencji prasowej przyznał, że nigdy nie biegał w takim zimnie, ale ponownie zapowiedział, że przyleci do Polski w 2008 roku.
Powell dotrzymał słowa i mimo dużo bardziej kuszących ofert od azjatyckich menadżerów przybył do Szczecina na najsłynniejszy polski miting lekkoatletyczny. W obecności 4000 kibiców zgromadzonych na stadionie 17 września 2008 roku uzyskał czas 9,89 s i jako pierwszy złamał na polskiej bieżni barierę 10 sekund.
15 września 2009 Powell ponownie odwiedził Szczecin. Tegoroczny mityng Pedro's Cup okazał się jeszcze bardziej udany niż ten z roku 2008. Na polska bieżnię zawitał nie tylko Asafa ale także potrójny złoty medalista z Osaki i obecny wicemistrz świata z Berlina Tyson Gay, który wystąpił na 200m. Mało kto wierzył, że 100 m mężczyzn będzie tak emocjonujące. Zapowiedzi Powella o poprawieniu wyniku z zeszłego roku (9.89) wydawały się mocno przesadzone. Jamajczyk po sezonie z dwoma kontuzjami postanowił się nie oszczędzać. Publiczność czekała na ten start od wczesnego popołudnia. Powell wystartował zdecydowanie i już po 30 m był klasą tylko dla siebie. Ostatecznie jego czas wyniósł 9,82 i jest to jego najlepszy wynik w tym sezonie. Dopisał wiatr, wspaniała widownia i temperatura też nie była zła – powiedział po biegu Powell. Kluczem do sukcesu była bardzo dobra rozgrzewka przed startem, zaznaczył. Teraz mamy w Polsce już dwa wyniki nie tylko poniżej 10 s, ale także poniżej bariery 9,9 s.